# Bürgermeister der Stadt Aachen
Die Stadt Aachen wurde ab 1800 von einem einzelnen Bürgermeister regiert, der zunächst Maire (aus dem französischen), dann Oberbürgermeister genannt wurde. Ihm standen jeweils bis zu drei beigeordnete Bürgermeister zur Seite. Bis 1798 hatte es eine Doppelspitze mit zwei regierenden Bürgermeistern gegeben. Diese Bürgermeister sind unter Bürgermeister der Reichsstadt Aachen aufgeführt. Doppelspitzen gab es zeitweise auch später. So gab es von 1815 bis 1888 neben dem Oberbürgermeister der Stadt Aachen auch einen Landrat des Stadtkreises Aachen. Eine etwas anders geartete Doppelspitze mit einem ehrenamtlichen Oberbürgermeister und einem Oberstadtdirektor als Leiter der Verwaltung gab es auch wieder von 1946 bis 1995. Daher sind auf dieser Seite auch die Landräte des Stadtkreises und die Oberstadtdirektoren aufgeführt.

## Maires der Mairie Aachen
Unter der alten reichsstädtischen Verfassung wurde die Freie Reichsstadt Aachen von einer Doppelspitze aus zwei Bürgermeistern regiert. In der Übergangsphase von 1794 bis 1800 wurde Aachen im Wechsel sowohl von nach der alten Reichsstädtischen Verfassung gewählten Bürgermeistern, als auch zwischenzeitlich von Stephan Wilhelm Josef Beissel (Januar bis März 1793) und Josef Brantten (Juli 1795 bis Frühjahr 1797) als eingesetzte Maires regiert, denen ein 10-köpfiger Munizipalrat zur Seite stand. Die alte Verfassung wurde von den Franzosen 1798 endgültig außer Kraft gesetzt und Jakob Friedrich Kolb regierte Aachen dann als Präsident der Kantonsmunizipalität. Seit 1800 war Aachen nun offiziell eine Mairie und wurde bis 1815 von einem Maire regiert. Dessen Funktion entsprach derjenigen der späteren Oberbürgermeister. Dem Maire standen drei Adjunkten zur Seite. Der erste Maire wurde 1800 ernannt, ab 1802 wurden die Maires gewählt. Die drei Maires während der französischen Besatzungszeit waren:
| Maire                                              | Amtszeit  | Anmerkungen                                                                                           | Adjunkte |
| -------------------------------------------------- | --------- | --- | --- |
| Jakob Friedrich Kolb (1748–1813)                   | 1800–1804 | Kolb war zuvor seit 1798 Kantonspräsident, wurde 1800 zum Maire ernannt und 1802 durch Wahl bestätigt | 1. Adjunkt - Johann Cornelius Bock (ab 4. Frimaire IX = 25. November 1800) - Peter von Fisenne (ab 18. März 1808) - Gerhard Freiherr von Lommessem (ab 28. August 1808) - Karl Joseph Robert Nepomuk Freiherr von der Brügghen (ab 27. Februar 1812) - Johann Conrad Matthias Breda (ab 25. März 1813) - Christian Friedrich Deusner (1756–1844) (ab 9. Dezember 1813) 2. Adjunkt - Philipp Contzen (4. Frimaire IX. = 25. November 1800) - Arnold Robens (1758–1820) (ab 19. Nivôse XIII = 9. Januar 1805) - Abraham Knops (ab 18. März 1808) - Edmund Kellenter (1741–1821) (ab 28. August 1808 und ab 25. März 1813) 3. Adjunkt - Mathieu (Mathias) Solders (ab 4. Frimaire IX = 25. November 1800) |
| Johann Wilhelm Gottfried von Lommessem (1743–1810) | 1804–1808 | | 1. Adjunkt - Johann Cornelius Bock (ab 4. Frimaire IX = 25. November 1800) - Peter von Fisenne (ab 18. März 1808) - Gerhard Freiherr von Lommessem (ab 28. August 1808) - Karl Joseph Robert Nepomuk Freiherr von der Brügghen (ab 27. Februar 1812) - Johann Conrad Matthias Breda (ab 25. März 1813) - Christian Friedrich Deusner (1756–1844) (ab 9. Dezember 1813) 2. Adjunkt - Philipp Contzen (4. Frimaire IX. = 25. November 1800) - Arnold Robens (1758–1820) (ab 19. Nivôse XIII = 9. Januar 1805) - Abraham Knops (ab 18. März 1808) - Edmund Kellenter (1741–1821) (ab 28. August 1808 und ab 25. März 1813) 3. Adjunkt - Mathieu (Mathias) Solders (ab 4. Frimaire IX = 25. November 1800) |
| Cornelius von Guaita (1766–1821)                   | 1808–1815 | Guaita wurde nach dem Wiener Kongress erster Oberbürgermeister der Stadt Aachen                       | 1. Adjunkt - Johann Cornelius Bock (ab 4. Frimaire IX = 25. November 1800) - Peter von Fisenne (ab 18. März 1808) - Gerhard Freiherr von Lommessem (ab 28. August 1808) - Karl Joseph Robert Nepomuk Freiherr von der Brügghen (ab 27. Februar 1812) - Johann Conrad Matthias Breda (ab 25. März 1813) - Christian Friedrich Deusner (1756–1844) (ab 9. Dezember 1813) 2. Adjunkt - Philipp Contzen (4. Frimaire IX. = 25. November 1800) - Arnold Robens (1758–1820) (ab 19. Nivôse XIII = 9. Januar 1805) - Abraham Knops (ab 18. März 1808) - Edmund Kellenter (1741–1821) (ab 28. August 1808 und ab 25. März 1813) 3. Adjunkt - Mathieu (Mathias) Solders (ab 4. Frimaire IX = 25. November 1800) |

## Landräte des Stadtkreises Aachen
Bis 1888 gab es Landräte, die dem damaligen Stadtkreis Aachen vorstanden, der als einzige Gemeinde die Stadtgemeinde Aachen enthielt. Diese Dualität wurde dann aufgegeben. Somit war ab 1888 der jeweilige Oberbürgermeister zusammen mit dem Rat für die Geschicke der Stadt und des Stadtkreises zuständig.
| Landrat                                                          | Amtszeit  | Anmerkungen |
| ---------------------------------------------------------------- | --------- | --- |
| Friedrich Joseph Freiherr von Coels von der Brügghen (1784–1856) | 1818–1831 | zugleich Polizeidirektor von Aachen; zuvor Unterpräfekt und von 1816 bis 1818 Landrat im Kreis Blankenheim                           |
| Heinrich Schnabel (1778–1853)                                    | 1831–1835 | zunächst 1831/32 kommissarisch; zugleich Polizeidirektor von Aachen und Zivilkommissar des VII. Armee-Korps an der belgischen Grenze |
| Georg Wilhelm von Lüdemann (1796–1863)                           | 1835–1843 | zugleich Polizeidirektor von Aachen; Schriftsteller und Jurist                                                                       |
| Josef Guisez                                                     | 1843–1848 | zugleich Polizeidirektor von Aachen                                                                                                  |
| Heinrich Stürtz                                                  | 1848–1850 | zugleich Polizeidirektor von Aachen                                                                                                  |
| Franz Carl Hasslacher (1805–1881)                                | 1850–1864 | von 1836 bis 1853 Landrat im Landkreis Aachen; ab 1850 zugleich kommissarischer und ab 1853 amtlicher Polizeidirektor von Aachen     |
| Karl Johann Hermann Hirsch (1815–1900)                           | 1864–1887 | zugleich Polizeipräsident von Aachen, zuvor seit 1852 in gleicher Funktion in Elberfeld tätig                                        |
| Johannes Freiherr von Funck (1851–1913)                          | 1887–1888 | zugleich Polizeidirektor von Aachen                                                                                                  |

## Oberbürgermeister, Bürgermeister und Oberstadtdirektoren
Ab 1815 stand an der Spitze Aachens ein Oberbürgermeister, dem zwei Beigeordnete Bürgermeister zur Seite standen.

### Bis 1946
| Oberbürgermeister                     | Amtszeit  | Bild                 | (Beigeordnete) Bürgermeister | Anmerkungen |
| ------------------------------------- | --------- | -------------------- | --- | --- |
| Cornelius von Guaita (1766–1821)      | 1815–1820 | Cornelius von Guaita | Arnold Robens (1758–1820) BM ab 1815 | Von Guaita war vorher schon Maire unter der französischen Besatzung und wurde noch von der Bürgerschaft zum Oberbürgermeister gewählt und nicht von der preußischen Regierung eingesetzt. 1818 scheiterte der Versuch der preußischen Regierung, ihn deshalb abzusetzen.                                                  |
| Mathias Solders (1750–1826)           | 1820–1826 |                      | Joseph Tilmans (1775–1839) Amtszeit: 1820–1826 | Solders, früherer 3. Adjunkt, war zusammen mit Wilhelm Daniels kommissarisch als Beigeordneter Bürgermeister eingesetzt. Neubesetzungen erfolgten bis zur Einführung der Rheinischen Gemeindeordnung 1845 nur durch die preußische Regierung. Erste freie Wahl eines Bürgermeisters fand somit erst wieder ab 1848 statt. |
| Wilhelm Daniels (1778–1845)           | 1820–1831 |                      | 1. Johann Christian Oeder (um 1774–1837) Amtszeit: 1826–1830 | Daniels wurde zusammen mit Mathias Solders kommissarisch als Beigeordneter Bürgermeister eingesetzt, ab 1826 alleine regierend. |
| Edmund Emundts (1792–1871)            | 1831–1848 | Edmund Emundts       | 1.a Johann Heinrich Schervier Amtszeit: 1830–1845 1.b Engelbert Schwamborn (1797–1862) Amtszeit: 1845–1854 2. Wilhelm Zurhelle (1786–1849) Amtszeit: 1830–1849                                                                                      | Emundts wurde von der preußischen Regierung zum Oberbürgermeister ernannt; 1848 nach heftigen Unruhen zur Abdankung gedrängt. |
| Arnold Edmund Pelzer (1801–1874, DFP) | 1848–1851 | Arnold Edmund Pelzer | 1. Engelbert Schwamborn Amtszeit: 1845–1854 2. Carl Eduard Dahmen (1800–1883) Amtszeit: 1849–1879 | gemäß der Rheinischen Gemeindeordnung von 1845 erster frei gewählter Oberbürgermeister |
| Johann Contzen (1809–1875)            | 1851–1875 | Johann Contzen       | 1. Carl Eduard Dahmen Amtszeit: 1849–1879 2.a Carl von Nellessen (1799–1871) Amtszeit: 1854–1871 2.b Theodor Freiherr Geyr von Schweppenburg (1806–1882) Amtszeit: 1871–1882                                                                        | Der Landrat Wilhelm Leopold Janssen (1830–1900) wurde 1874 zum Bürgermeister von Aachen gewählt, jedoch aus politischen Gründen nicht bestätigt. |
| Ludwig von Weise (1828–1915)          | 1875–1883 | Ludwig von Weise     | 1.a Carl Eduard Dahmen Amtszeit: 1849–1879 1.b Carl Eugen Zimmermann (1828–1902) Amtszeit: 1879–1885 2. Theodor Freiherr Geyr von Schweppenburg Amtszeit: 1871–1882                                                                                 | |
| Ludwig Pelzer (1835–1915, Zentrum)    | 1884–1896 | Ludwig Pelzer        | 1. Carl Gerard Dubusc (1825–1903) Amtszeit 1882–1903 2. Philipp Veltman (1859–1916) Amtszeit: 1885–1895 | |
| Philipp Veltman (1859–1916)           | 1895–1916 | Phlipp Veltman       | 1. Gustav Talbot (1859–1921) Amtszeit: unbekannt 2. Leonhard Giani (1865–1933) Amtszeit: ab 1909 | |
| Wilhelm Farwick (1863–1941, Zentrum)  | 1916–1928 | Wilhelm Farwick      | 1. Alfons Klausener (1853–1921, Zentrum) Amtszeit: unbekannt 2.a Adolf Hertzog (1867–1920) Amtszeit: um 1889–1920 2.b Ludwig Kuhnen (1876–1955, SPD) Amtszeit: 1920–1933                                                                            | |
| Wilhelm Rombach (1884–1973)           | 1928–1933 |                      | 1. Albert Servais (1887–1974, Zentrum, ab 1945 CDU) Amtszeit: 1928–1933 2. Ludwig Kuhnen (1876–1955, SPD) Amtszeit: 1920–1933 | Rombach wurde 1933 von den Nationalsozialisten abgesetzt. |
| Quirin Jansen (1888–1953, NSDAP)      | 1933–1944 |                      | | |
| Franz Oppenhoff (1902–1945)           | 1944–1945 |                      | 1. Edmund Sinn (1902–1978) 2. Hans Schwippert (1899–1973) 3. Kurt Pfeiffer (1893–1987) 4. Gerd Heusch (1903–1984) 5. Helmut Pontesegger 6. Josef Hirtz 7. Karl Breuer 8. Heinrich Faust 9. Hans Schefer Amtszeit für alle von Nov. 1944 – März 1945 | Oppenhoff wurde von der amerikanischen Militärregierung eingesetzt, am 25. März 1945 vor seinem Haus von SS-Leuten auf Befehl Himmlers ermordet. Ihm standen bis zu neun ernannte bzw. eingesetzte Bürger zur Seite, die sich allesamt Bürgermeister nennen durften.                                                      |
| Wilhelm Rombach                       | 1945      |                      | | Rombach wurde nach der Ermordung Oppenhoffs erneut als OB eingesetzt. |
| Ludwig Kuhnen (1876–1955, SPD)        | 1946      |                      | | Kuhnen war bereits bis zu seiner Absetzung 1933 durch die Nationalsozialisten Bürgermeister Aachens gewesen. |

### Von 1946 bis 1994
In der Zeit von 1946 bis 1995 gab es eine Doppelspitze. Der Oberbürgermeister war ehrenamtlich tätig. An der Spitze der Verwaltung stand ein Oberstadtdirektor. Spätestens 1999 mit der ersten Direktwahl der Oberbürgermeister in Nordrhein-Westfalen wurden die ersten hauptamtlichen Oberbürgermeister, die zugleich der Stadtverwaltung vorstehen, gewählt. Der Rat der jeweiligen Stadt konnte darüber entscheiden, ob der Oberbürgermeister schon vor 1999 hauptamtlich tätig sein soll. Dies geschah oft dann, wenn ein Oberstadtdirektor pensioniert wurde oder sein Amt aufgab. Aachen hat von dieser Regelung 1995 Gebrauch gemacht.
| Wahlperiode               | Oberbürgermeister                                   | Oberstadtdirektor                                                       | (Beigeordnete) Bürgermeister | Anmerkungen |
| ------------------------- | --------------------------------------------------- | ----------------------------------------------------------------------- | --- | --- |
| 1946–1952                 | Albert Maas (1888–1970, CDU)                        | Albert Servais (1887–1974, CDU)                                         | | Servais, zuvor Mitglied in der Zentrumspartei, war von 1928 bis zu seiner Absetzung durch die Nationalsozialisten 1933 bereits Bürgermeister gewesen.                             |
| 1952–1956                 | Hermann Heusch (1906–1981, CDU)                     | bis 1954: Albert Servais ab 1954 bis 1975: Anton Kurze (1910–1986, CDU) | | |
| 1956–1961                 | Hermann Heusch (1906–1981, CDU)                     | bis 1954: Albert Servais ab 1954 bis 1975: Anton Kurze (1910–1986, CDU) | Heinrich Goffart (1901–1979, SPD)                                                                                                | |
| 1961–1964                 | Hermann Heusch (1906–1981, CDU)                     | bis 1954: Albert Servais ab 1954 bis 1975: Anton Kurze (1910–1986, CDU) | Heinrich Goffart | |
| 1964–1969                 | Hermann Heusch (1906–1981, CDU)                     | bis 1954: Albert Servais ab 1954 bis 1975: Anton Kurze (1910–1986, CDU) | 1. Franz Stettner (1931–2012, CDU) 2. Heinrich Goffart                                                                           | |
| 1969–1972                 | Hermann Heusch (1906–1981, CDU)                     | bis 1954: Albert Servais ab 1954 bis 1975: Anton Kurze (1910–1986, CDU) | Franz Stettner | |
| 1. 1972–1973 2. 1973–1975 | 1. Hermann Heusch 2. Kurt Malangré (1934–2018, CDU) | bis 1954: Albert Servais ab 1954 bis 1975: Anton Kurze (1910–1986, CDU) | 1. bis 1973: Kurt Malangré (CDU) ab 1973: ? 2. Anton Grunwald (1921–2008, SPD)                                                   | Kurt Malangré übernahm 1973 nach dem Rücktritt Hermann Heuschs das Amt des OB. |
| 1975–1979                 | 1. Hermann Heusch 2. Kurt Malangré (1934–2018, CDU) | Heiner Berger (1933–2015, CDU)                                          | 1. Anton Grunwald 2. Clemens Gläßer                                                                                              | Der letzte der drei Oberstadtdirektoren versah seinen Dienst bis zu seiner Pensionierung 1995, danach fiel das Amt zugunsten eines hauptamtlichen OB weg.                         |
| 1979–1984                 | 1. Hermann Heusch 2. Kurt Malangré (1934–2018, CDU) | Heiner Berger (1933–2015, CDU)                                          | 1. Clemens Gläßer 2. Waltraut Kruse (1925–2019, CDU)                                                                             | |
| 1984–1989                 | 1. Hermann Heusch 2. Kurt Malangré (1934–2018, CDU) | Heiner Berger (1933–2015, CDU)                                          | 1. Jürgen Linden (* 1947, SPD) 2. Waltraut Kruse                                                                                 | |
| 1989–1994                 | Jürgen Linden (* 1947, SPD)                         | Heiner Berger (1933–2015, CDU)                                          | 1. Dieter Philipp (* 1943, CDU) 2. bis 1991: Stephanie Weis-Gerhardt (* 1950, Die Grünen) ab 1991: Margret Ortstein (Die Grünen) | Margret Ortstein löste 1991 Stephanie Weis-Gerhardt ab, die eine Stelle als Projektmanagerin bei Geoplan EDV – Gesellschaft für die Abfallwirtschaft mbH Aachen angenommen hatte. |

### Ab 1994
Seit 1999 werden die Oberbürgermeister direkt gewählt und sind hauptamtlich tätig. Nach dem Ausscheiden des Oberstadtdirektors Heiner Berger 1995 wurde der 1994 gewählte ehrenamtliche Oberbürgermeister Jürgen Linden zum ersten hauptamtlichen Oberbürgermeister.
| Wahlperiode | Oberbürgermeister                  | (Beigeordnete) Bürgermeister | Anmerkungen |
| ----------- | ---------------------------------- | --- | --- |
| 1994–1999   | Jürgen Linden (* 1947, SPD)        | 1. Ulrich Daldrup (* 1947, CDU) 2. Astrid Ströbele (* 1950, SPD) 3. Margret Ortstein (Grüne)                                                             | Jürgen Linden wurde nach der Pensionierung des Oberstadtdirektors Berger im Jahr 1995 zum hauptamtlichen OB gewählt. |
| 1999–2004   | Jürgen Linden (* 1947, SPD)        | 1. Sabine Verheyen (* 1964, CDU) 2. Astrid Ströbele (* 1950, SPD) 3. Meike Thüllen (FDP)                                                                 | Meike Thüllen trat 2003 sowohl vom Amt der Bürgermeisterin zurück als auch aus der FDP aus, behielt aber als Parteilose ihren Sitz. Das Amt des Bürgermeisters blieb bis zur nächsten regulären Wahl vakant. |
| 2004–2009   | Jürgen Linden (* 1947, SPD)        | 1. Astrid Ströbele (* 1950, SPD) 2. Sabine Verheyen (* 1964, CDU) 3. Hilde Scheidt (* 1950, Grüne)                                                       | |
| 2009–2014   | Marcel Philipp (* 1971, CDU)       | 1. Margrethe Schmeer (* 1950, CDU) 2. Björn Jansen (* 1977, SPD) 3. Hilde Scheidt (* 1950, Grüne)                                                        | Entsprechend dem neuen Kommunalwahlgesetz wurde Marcel Philipp für sechs Jahre gewählt. Die Wahlperiode des Oberbürgermeisters würde somit formell 2015 enden. Nach der Änderung des Landeswahlgesetzes im März 2013 sollen die Wahlen der Bürgermeister demnächst, spätestens 2020, wieder am selben Tag wie die der Räte und zwar alle fünf Jahre stattfinden. Marcel Philipp hat daraufhin von seiner Wahlmöglichkeit Gebrauch gemacht, freiwillig seine Amtszeit zu verkürzen und bereits im Rahmen der Kommunalwahl am 25. Mai 2014 zur Wiederwahl anzutreten. |
| 2014–2020   | Marcel Philipp (* 1971, CDU)       | 1. Margrethe Schmeer (* 1950, CDU) 2. Björn Jansen (* 1977, SPD) ab dem 25. September 2015: Norbert Plum (* 1955, SPD) 3. Hilde Scheidt (* 1950, Grüne)  | Alle drei Beigeordneten Bürgermeister wurden zunächst in ihren Ämtern bestätigt. Da Björn Jansen ab dem 1. Oktober 2015 das Amt des Geschäftsführers der Kur- und Badegesellschaft Aachen übernahm, legte er sowohl sein Bürgermeisteramt als auch sein Ratsmandat nieder. Als Nachfolger wurde Norbert Plum gewählt. |
| ab 2020     | Sibylle Keupen (* 1963, parteilos) | 1. Hilde Scheidt (* 1950, Grüne) 2. Holger Brantin (* 1965, CDU) ab dem 01. Februar 2024: Margarethe Schmeer (* 1950, CDU) 3. Norbert Plum (* 1955, SPD) | Sibylle Keupen wurde von der Partei Bündnis 90/Die Grünen nominiert. Ende Dezember 2023 schied Holger Brantin aus gesundheitlichen Gründen aus. Daraufhin wurde Margarethe Schmeer am 31. Januar 2024 durch den Rat der Stadt Aachen erneut zur Bürgermeisterin gewählt. |